# Mersin Büyükşehir Belediyespor Kulübü
O Mersin Büyükşehir Belediyespor Spor Kulübü, conhecido também apenas como Mersin BŞB, é um clube multi-esportivo com sede em Mersin, Turquia que possui como esporte principal o basquetebol sendo que a equipe feminina disputa atualmente a primeira divisão turca e a EuroCopa Feminina, enquanto que a equipe masculina disputa a terceira divisão. Manda seus jogos na Arena Edip Buran com capacidade para 2.500 espectadores.

## Histórico de Temporadas

### Feminino
| Temporada | Nível | Liga | Pos. | J     | PL  | Resultado         | Copa doméstica            | Competições internacionais |
| --------- | ----- | ---- | ---- | ----- | --- | ----------------- | ------------------------- | -------------------------- |
| 2004-05   | 1     | D1   | 5    | 14-8  |     |                   |                           |                            |
| 2005-06   | 1     | TBBL | 5    | 12-10 |     |                   | Copa da Turquiasemifinais | 2 EuroCopa Feminina 8ªF    |
| 2006-07   | 1     | TBBL | 7    | 10-12 |     |                   | -                         | -                          |
| 2007-08   | 1     | TBBL | 6    | 13-10 |     |                   | -                         | -                          |
| 2008-09   | 1     | TBBL | 3    | 15-5  | 4-5 | Finalista         | Copa PresidenteCampeão    |                            |
| 2009-10   | 1     | TKBL | 2    | 19-3  | 2-2 | Semifinais        | Copa da Turquiasemifinais |                            |
| 2010-11   | 1     | TKBL | 8    | 12-10 | 0-2 | Quartas de finais |                           | -                          |
| 2011-12   | 1     | TKBL | 4    | 12-10 | 2-3 | Semifinais        | Copa da Turquiasemifinais |                            |
| 2012-13   | 1     | TKBL | 3    | 21-5  | 1-2 | Quartas de finais | Copa da Turquiasemifinais | 2 EuroCopa Feminina 8ªF    |
| 2013-14   | 1     | TKBL | 6    | 13-13 | 0-2 | Quartas de finais | Copa da Turquiasemifinais | 2 EuroCopa Feminina QF     |
| 2014-15   | 1     | TKBL | 11   | 8-18  |     |                   | Copa da Turquiasemifinais | 2 EuroCopa Feminina QF     |
| 2015-16   | 1     | KBSL | 4    | 18-8  | 3-3 | Semifinais        |                           |                            |
| 2016-17   | 1     | KBSL | 7    | 12-14 | 0-2 | Quartas de finais |                           | 1 EuroLiga FemininaTR      |
| 2017-18   | 1     | KBSL |      |       |     |                   |                           | 2 EuroCopa Feminina        |

- fonte:eurobasket.com, fibaeurope.com

### Títulos do departamento feminino
Copa Presidente
- Campeão (1):2009

Liga Turca
- Finalista (1):2008-09

### Masculino
| Temporada | Nível | Liga | Pos. | J     | PL   | Resultado                   | Copa doméstica           |
| --------- | ----- | ---- | ---- | ----- | ---- | --------------------------- | ------------------------ |
| 2004-05   | 2     | TB2L | 1    | 10-3  | 11-3 | Promovido campeão           |                          |
| 2005-06   | 1     | TBL  | 9    | 13-17 |      |                             |                          |
| 2006-07   | 1     | TBL  | 9    | 13-17 |      |                             | -                        |
| 2007-08   | 1     | TBL  | 9    | 13-17 |      |                             | -                        |
| 2008-09   | 1     | TBL  | 7    | 15-15 | 1-2  | Quartas de finais           |                          |
| 2009-10   | 1     | TBL  | 12   | 12-18 |      |                             | Copa da TurquiaFinalista |
| 2010-11   | 1     | TBL  | 13   | 10-20 |      |                             |                          |
| 2011-12   | 1     | TBL  | 10   | 12-18 |      |                             |                          |
| 2012-13   | 1     | TBL  | 12   | 8-22  |      |                             |                          |
| 2013-14   | 1     | TBL  | 15   | 7-23  |      | Rebaixado                   |                          |
| 2014-15   | 2     | TB2L | 18   | 7-27  |      | Rebaixado                   | -                        |
| 2015-16   | 3     | TB2L | 3    | 17-5  | 3-3  |                             |                          |
| 2016-17   | 3     | TB2L | 2    | 11-17 | 4-6  | 4º lugar no hexagonal final |                          |
| 2017-18   | 3     | TB2L |      |       |      |                             |                          |

- fonte:eurobasket.com, mackolik.com

### Títulos do departamento masculino
Segunda divisão (TB2L)
- Campeão (1):2004-05

Copa da Turquia
- Finalista (1):2009-10

## Jogadores notáveis
| - Harun Erdenay - Nedim Yücel - Reha Öz - Umut Tınay - Ümit Sonkol - Kimani Ffriend - Predrag Samardžiski - Alex Scales - - Bo McCalebb - Dionte Christmas - Chris Lofton - David Holston - Dominic James - Eddy Fobbs - Ryan Sidney - Gerald Fitch - Jerry Johnson - Michael Wright |